# 神祇官 (明治時代)
神祇官（じんぎかん、旧字体：神󠄀祇官）とは、明治時代初期の日本の国家機関。明治時代初期の復古における朝廷の祭祀・民戸・宣教・諸国の官社を司る最高国家機関を表す。

## 沿革

### 神祇官の復興
慶応4年1月17日（1868年2月10日）に他の6つの事務科とともに神祇事務科が設置され、7科の筆頭に置かれた。同年2月3日（2月25日）に7つの事務科は総裁局のもとに事務局として再編成され、神祇事務科は神祇事務局となった。

### 明治神祇官
慶応4年閏4月21日（6月11日）、古代の律令制に基づく官制に倣って政体書が公布され、太政官制がしかれた。神祇官も正式に復興して太政官の下に置かれた。
明治2年（1869年）6月には、神祇官は太政官から独立して、行政機関の「筆頭」に置かれた。
明治の神祇官の職掌は古代の神祇官と同様の祭祀、祝部、神戸などのほか、新たに諸陵と宣教が加えられた。諸陵は天皇陵など陵墓を管轄する業務で、古代の官制では、継嗣、婚姻、祥瑞、喪葬、外交などを司る治部省の諸陵司が担ったが、明治になり神祇官の下の諸陵寮の管轄となった。神事を司る中枢の神祇官が、従来、死者の穢れがあり神事から遠ざけるべきだとされた、天皇陵の祭祀を行うようになったのである。一方、もう一つの新しい職掌である宣教では、神祇官のもとに宣教使という役所が置かれた。宣教はキリスト教防御と維新後の国の在り方を国民に宣布することが主目的であった。だが、官員同士で教導の方法や内容を巡って深刻な対立があり、また神祇官の規模と能力も全国的な宣教には不足したため、成果を挙げられなかった。
また、本来の職掌である国営の祭祀を行うための八神殿の造営が神祇官内で提案された。中世以来本来の姿を失った八神殿の復興は祭政一致の具体的な実現を意味した。特に平田派出身の官員は強く造営を主張したが、当時権勢を振るった津和野藩出身の福羽美静は新時代の祭政一致のモデルは天皇親祭にあるとし、八神殿の復興には消極的だった。また、当時の政府は東京奠都や大嘗祭の東京執行などの問題を抱え、流動的な状況下で太政官も八神殿の造営に慎重だった。
それでも、「神殿」の意義は大きいとされ、明治2年（1869年）12月に当面の間の祭祀を行う仮神殿が完成。中世の廃絶以来白川・吉田両家で奉斎された八神殿の霊代が奉献された。仮神殿に明治天皇の親祭を仰ぐ計画もあったが、天皇が風邪をひいていたため実現しなかった。翌1870年1月3日には鎮祭が行われ、明治天皇は勅使として三条実美を遣わした。仮神殿には律令制神祇官が祀った八神に併せて歴代の皇霊と天神地祇が祀られた。この際に鎮祭の詔と大教宣布の詔が発せられ、神祇官の八神殿祭祀と宣教師の宣教政策は勅命で行うとされたが、神殿はその後も「仮」のままで、宣教の打開策も出なかった。
なお、一般に明治神祇官は平田派の国学者が主導したとされるが、政府内で要職についていた平田派の矢野玄道・角田忠行・丸山作楽・権田直助は明治4年（1871年）に国事犯の嫌疑により追放されたため、明治神祇官が平田派主導だったとは考えにくい。平田派の活躍は神祇官再興前であり、再興後は大国隆正の教えを受けた福羽美静ら津和野派の国学者が主導したとするのが妥当である。このことは、復古のみを強力に主張した平田派に対し、新時代の開明的なビジョンを持っていた津和野派が受容されたことを示すと思われる。

### 神祇省
明治4年（1871年）8月、神祇官は神祇省に降格し、太政官の下とされた。この措置は神祇行政の地位の低下ではなく、むしろ、降格前に太政大臣三条実美が神祇伯を兼任するようになるなど、密接な祭政一致を意図していた。神祇省は大中少の掌典による神殿祭祀と宣教使による宣教とで明確に分掌された。同年9月14日（10月27日）に神祇奉安の詔が発せられ、八神殿から皇霊を宮中に奉遷することとなった。同29日（11月11日）には神祇官中に御巫、権御巫が設置され、翌30日（11月12日）に皇霊が賢所に遷座された。

### 神祇省の廃止と教部省の設置
明治5年3月14日（1872年4月21日）、神祇省は廃止された。これは、神殿造営に関して福羽美静が唱えたように、新時代の祭政一致は天皇親祭とされ、天皇自らが行うことが理想とされたためである。神祇省が担当した祭祀業務は宮内省式部寮が行うとされた。同年3月18日（4月25日）に先に遷座された歴代皇霊を除く八神殿の祭神は宮中賢所に仮遷座され、同年11月27日（12月27日）に神殿・皇霊殿が完成し、八神は天神地祇と併せて神殿に祀られ、歴代皇霊は賢所から皇霊殿に奉遷された。また国学、儒学中心の宣教は不可能とされ、仏教勢力の地盤と教化能力を取り入れる為に神仏儒の合同布教体制となり、国民教化の専門機関として教部省が設置された。

### 教部省設立後の動き
学校教育制度の拡充と共に意義が希薄となった教部省は明治10年（1877年）1月11日に廃止され、管掌した任務の一部は内務省社寺局に受け継がれた。だがその後、神祇官興復運動、神祇特別官衙設置運動が盛んとなり、明治33年（1900年）に社寺局より神社局が独立した。
1910年（明治43年）、帝国議会は阿里山森林開発関連法を成立させ、台湾総督府は阿里山森林鉄路を建設し、神社建築などに用いる巨木を台湾から運び出した。1911年には樺太神社も建設された。

### 満州事変後
昭和15年（1940年）には皇紀二千六百年記念の際神社局に代わって神祇院が設置されたが、目立った成果を挙げないまま、終戦を迎えた。神祇院は昭和21年（1946年）2月2日に廃止され、全国の神社の管轄は翌日設立の宗教法人神社本庁に引き継がれた。

## 復興神祇官の要職

### 神祇事務局
（慶応4年・1868年）
神祇事務局督
- 有栖川宮幟仁親王：2月20日（3月13日） - 2月27日（3月20日）
- 白川資訓：2月27日（3月20日） - 閏4月21日（6月11日）

神祇事務局輔
- 白川資訓：2月20日（3月13日） - 2月27日（3月20日）
- 吉田良義：2月20日（3月13日） - 閏4月21日（6月11日）
- 亀井茲監：2月27日（3月20日） - 閏4月21日（6月11日）

神祇事務局判事
- 亀井茲監：2月20日（3月13日） - 閏4月27日（6月17日）
- 平田銕胤：2月20日（3月13日） - 3月4日（3月27日）
- 矢野玄道：2月20日（3月13日） - 3月4日（3月27日）
- 谷森善臣：2月22日（3月15日） - 3月4日（3月27日）

### 神祇官
（慶応4年（1868年）閏4月 太政官内に再興）
神祇官知事
- 鷹司輔煕：慶応4年閏4月21日（1868年6月11日） - 明治元年9月12日（1868年10月27日）
- 近衛忠房：明治元年9月12日（1868年10月27日） - 明治2年5月15日（1869年7月4日）
- 中山忠能：明治2年5月15日（1869年7月4日） - 明治2年7月8日（1869年8月15日）

神祇官副知事
- 亀井茲監：慶応4年閏4月21日（1868年6月11日） - 明治2年5月15日（1869年7月4日）
- 福羽美静：明治2年5月15日（1869年7月4日） - 明治2年7月8日（1869年8月15日）

神祇官判事
- 福羽美静：慶応4年5月12日（1868年7月1日） - 明治2年4月12日（1869年5月23日）

（明治2年（1869年）7月 政体書改正に伴い太政官から特立）
神祇伯
- 中山忠能：明治2年7月8日（1869年8月15日） - 明治4年6月25日（1871年8月11日）
- 三条実美：明治4年6月27日（1871年8月13日） - 明治4年8月10日（1871年9月24日）

神祇大副
- 白川資訓：明治2年7月8日（1869年8月15日） - 明治3年12月26日（1871年2月15日）
- 近衛忠房：明治3年12月26日（1871年2月15日） - 明治4年6月25日（1871年8月11日）
- 福羽美静：明治4年8月5日（1871年9月19日） - 明治4年8月8日（1871年9月22日）

神祇少副
- 福羽美静：明治2年7月8日（1869年8月15日） - 明治4年8月5日（1871年9月19日）
- 梅溪通善：明治3年3月30日（1870年4月30日） - 明治4年1月15日（1871年3月5日）

神祇大祐
- 北小路随光：明治2年7月8日（1869年8月15日） - 不明
- 門脇重綾：明治3年5月20日（1870年6月18日） - 明治4年8月5日（1871年9月19日）